# Centre Segal des arts de la scène
 (septembre 2023).
Si vous disposez d'ouvrages ou d'articles de référence ou si vous connaissez des sites web de qualité traitant du thème abordé ici, merci de compléter l'article en donnant les références utiles à sa vérifiabilité et en les liant à la section « Notes et références ».
Le Centre Segal des arts de la scène, initialement connu sous le nom de Centre Saidye-Bronfman, est une salle de spectacle pluridisciplinaire de Montréal. Il est situé au 5170, chemin de la Côte-Sainte-Catherine dans le quartier Snowdon de l'arrondissement Côte-des-Neiges–Notre-Dame-de-Grâce. 
Le Centre comprend aujourd'hui deux salles principales, le Théâtre Segal avec 306 places et le Studio, espace modulable qui peut accueillir jusqu'à 180 personnes. Le lieu comprend aussi une salle de cinéma de 77 places, l'EspaceCinéma, ainsi qu'un ArtLounge, qui sert d'espace de restauration et bar ainsi que d'espace pour des expositions temporaires. Le Centre comprend aussi des ateliers de construction de décors, des ateliers de confection de costumes et accessoires, des salles de répétition et de cours ainsi qu'un atelier multimédia.  Il est aussi le lieu de résidence du Théâtre Yiddish Dora Wasserman et ses archives. 

## Programmation artistique
Le Centre Segal est un lieu de production et de diffusion de spectacles.
Le Centre présente plusieurs séries en théâtre dans le Théâtre Segal 5 pièces par saison en anglais et une en yiddish, mais aussi dans son Studio, en anglais et en français. Le Studio est principalement dévoué à la présentation d'artistes émergents ou de compagnies indépendantes.
Le Centre présente dans le Studio différentes séries musicales: La Série Power Jazz, l'ensemble de musique de chambre en résidence Musica Camerata Montréal, la Série Femmes du Monde et la Série Bravo.
Un programme de résidences pour chorégraphes en partenariat avec la Série Danse Danse a été initié depuis la saison 2010-2011.
l'EspaceCinéma est un cinéma-boutique qui a pour mission de créer des ponts entre le cinéma, les arts visuels et les arts de la scène. Trois séries annuelles - Crossover, Lightstruck et Parallax Views - présentent une grande variété d'œuvres novatrices allant au-delà des frontières du cinéma conventionnel et comprennent des productions locales, nationales et internationales.
L'Académie rassemble tous les programmes éducatifs et de médiation culturelle que le Centre offre au grand public, comme aux publics jeunes, scolaires ou universitaires en théâtre, théâtre musical, musique, danse ou cinéma.
Foyer important de la culture anglophone et juive montréalaise, le Centre Segal, à travers son nouveau projet artistique et ses nouvelles séries, s'adresse à toutes les communautés et initie de nombreux projets interculturels. Il accueille plus de 70 000 spectateurs par an, dont 10 000 jeunes et étudiants.

## Historique
- 1967: Inauguration du Centre des arts Saidye-Bronfman à son emplacement actuel au chemin de la Côte-Sainte-Catherine grâce à une contribution importante de la Fondation de la Famille Bronfman. Les plans ont été conçus par Phyllis Lambert, la fille de Saidye Bronfman et de Sam Bronfman[1].

- 1992: La pièce Les Belles-Sœurs de Michel Tremblay est jouée en yiddish au Centre.

- 2008: Le Centre Saidye-Bronfman devient officiellement le Centre Segal des arts de la scène. Un investissement de 6,5 millions de dollars, grâce à un don important du mécène montréalais Alvin Segal, a permis un réaménagement majeur de l'intérieur de l'édifice[2].